# VAE-Dirham
Der VAE-Dirham (amtlich: Dirham der Vereinigten Arabischen Emirate, 1 Dh = 100 Fils), kurz auch Dirham genannt, ist die Währung der Vereinigten Arabischen Emirate.
Das Währungskürzel für den VAE-Dirham nach ISO 4217 ist AED. Andere gebräuchliche Abkürzungen sind Dh, Dhs und seltener DM.
Der Name der Währung (Dirham) ist von der griechischen Drachme abgeleitet.

## Geschichte
Der Dirham der Vereinigten Arabischen Emirate wurde 1971 eingeführt und ersetzte im Emirat Abu Dhabi den dort bis dahin zirkulierenden Bahrain-Dinar (1 Dinar = 10 Dirham) und in den anderen Emiraten den Katar-Riyal im Verhältnis 1:1. Ab 1978 war der Dirham offiziell an die Sonderziehungsrechte gekoppelt.
Mit dem US-Dollar besteht seit Ende der 1980er Jahre ein fester, staatlich festgelegter Wechselkurs von 3,6725 Dirham für 1 US-Dollar. Diese feste Bindung an den US-Dollar wurde in der letzten Zeit wiederholt diskutiert, da sie gegenwärtig zu einer starken Unterbewertung des AED führt. Überdies wird ein erheblicher Teil der Importe in Euro bezahlt, was die schon beachtliche Inflation weiter beschleunigt.
Derzeit gibt es Überlegungen, den Dirham durch eine gemeinsame Währung der Golfstaaten zu ersetzen.

## Münzen
Münzen gibt es in den Stückelungen zu 1 Dirham, sowie 5, 10, 25 und 50 Fils. 100 Fils ergeben einen Dirham. Die 5- und 10-Fils-Münzen sind kupferfarben, die 25- und 50-Fils- sowie die 1-Dirham-Münze sind silberfarben. Die Zahlen auf der Münze werden in indischen Zahlen angegeben, der Münztext auf Arabisch. Die 1-Fils-Münze wird nicht mehr im Zahlungsverkehr verwendet. Die 5- und 10-Fils-Münzen spielen im Alltag kaum eine Rolle, alle Beträge werden auf die nächste 25-Fils-Stufe auf- oder abgerundet. Teilweise lehnen Händler die Annahme dieser kleinen Nennwerte (5 und 10 Fils) ab. Es besteht im Einzelfall noch Verwechslungsgefahr mit den Münzen der vorherigen Serie, da die alte 50-Fils-Münze und die heute gebräuchliche 1-Dirham-Münze nahezu die gleichen Abmessungen haben.

### Missbrauch
Im August 2006 wurde öffentlich bekannt, dass die 1-Dirham-Münze die gleichen Abmessungen und das Gewicht einer philippinischen 1-Peso-Münze hat. Dadurch können aus Parkschein- und Getränkeautomaten für einen Bruchteil des Preises (1,00 Peso ist umgerechnet nur etwa 0,07 Dirham; Stand: 29. April 2025) Parkscheine ausgedruckt und Getränke gekauft werden.

## Banknoten
Banknoten gibt es zu 5, 10, 20, 50, 100, 200, 500 und 1000 Dirham. Die Vorderseite ist auf Arabisch (mit Ziffern in indischer Typographie) beschriftet, die Rückseite auf Englisch (mit Ziffern in europäischer Typographie). Der Druck der 200-Dirham-Scheine wurde 1989 eingestellt. Seit 27. Mai 2008 werden neue 200-Dirham-Banknoten herausgegeben. Diese haben eine andere Farbe (gelb-braun statt grün-braun) und sind mit den aktuellen Sicherheitsmerkmalen ausgestattet. Im Jahr 2023 wird eine neue 1000 Dirham-Note in Umlauf gebracht, welche auf der Rückseite das Kernkraftwerk Barakah zeigt.